# Ocean Beach

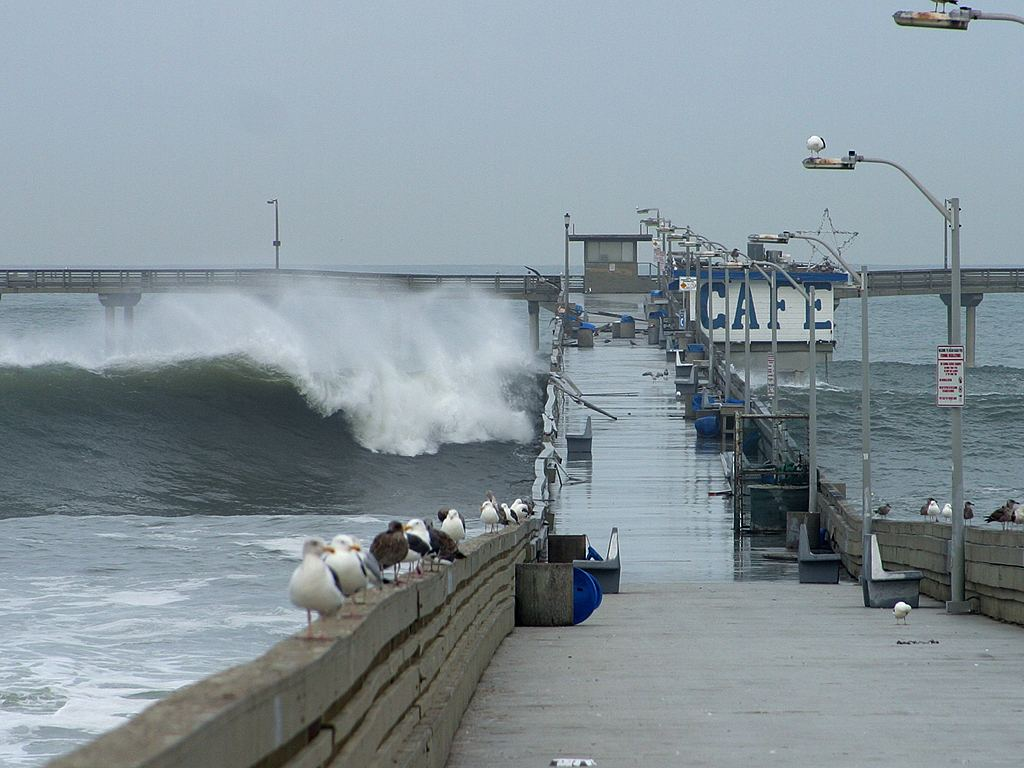
Fale przy molo w Ocean Beach w 2002 roku

Ocean Beach – dzielnica San Diego, miasta w stanie Kalifornia. Jej główne ulice to Newport Avenue i Voltaire Street. W latach 60. stała się lokalnym centrum ruchu hippisowskiego.
Położona jest nad Oceanem Spokojnym. Powstała w 1887 roku, kiedy deweloperzy William H. Carlson i Frank Higgins zbudowali hotel Cliff House i zaczęli sprzedawać działki. Na początku XX wieku Ocean Beach stał się modnym nadmorskim kurortem z parkiem rozrywki, dancingiem, torem do wrotek i kolejką górską. Część domków wybudowanych wtedy dla turystów przetrwała do dzisiaj. W latach 50. XX wieku Ocean Beach stała się popularna wśród surferów, a w latach 60. zaczęli tu masowo przyjeżdżać hippisi z innych stanów. Dzielnicę okrzyknięto Haight-Ashbury San Diego. Tak jak w innych miastach Kalifornii rosło napięcie pomiędzy młodymi mieszkańcami a policją. Podczas Wielkanocy i Memorial Day w 1968 roku na plaży wybuchły tłumione przez policję zamieszki.
Centrum dzielnicy do dziś zachowało alternatywny, hippsowski charakter. Znajduje się tu targ z żwynością ekologiczną i spółdzielnia Ocean Beach People's Organic Food Market. Na Newport Avenue i Voltaire Street jest wiele barów, kawiarni, sklepów vintage, hemp shopów, sklepów ze sprzętem do surfingu i galerii z antykami. Oprócz molo i plaż popularnych wśród surferów, znajduje się tutaj też plaża dla psów.